# Rue Soleillet
La rue Soleillet est une voie du 20e arrondissement de Paris, en France.

## Situation et accès
La rue Soleillet est une voie située dans le 20e arrondissement de Paris. Elle débute au 14, rue Élisa-Borey et se termine au 40, rue Sorbier et 53, rue des Partants.

## Origine du nom
Elle porte le nom de l'explorateur français Paul Soleillet (1842-1886) qui a planté le drapeau tricolore à Obock, à l'entrée du golfe d'Aden.

## Historique
La rue a été ouverte en 1876 par la Ville de Paris, sous le nom de « rue Élisa-Borey », dans une zone d'anciennes carrières de gypse lors du percement de la prolongation de la rue Sorbier. Par un arrêté du 18 avril 1890, elle est détachée de la rue Élisa-Borey pour prendre sa dénomination actuelle.